# Ilha Koshava
A Ilha Koshava (em búlgaro:  остров Кошава, ‘Ostrov Koshava’ \'os-trov ko-'sha-va\) é a ilha mais oriental no grupo Zed fora da Península Varna, a Ilha Livingston no nordeste nas Ilhas Shetland do Sul, na Antártida.  A ilha está livre de gelo, se estendendo a 340 m por 220 m. Está situada no lado oeste da entrada norte para o Estreito McFarlane, 140 m a nordeste da Ilha Lesidren, e 1,9 km a norte do Cabo Williams na Ilha Livingston. A região foi visitada por caçadores de foca no início do século XIX.
A ilha recebeu o nome do assentamento de Koshava na Bulgária do noroeste.

## Localização
A ilha Koshava é localizada em 62° 25′ 59″ S, 60° 08′ 11″ O.  O mapeamento búlgaro foi feito em 2009.

## Mapa
L.L. Ivanov. Antarctica: Livingston Island and Greenwich, Robert, Snow and Smith Islands. Scale 1:120000 topographic map.  Troyan: Manfred Wörner Foundation, 2009.  ISBN 978-954-92032-6-4

## Ligações Externas
- Ilha Koshava.